# Zoológico de Jinan
El Zoológico de Jinan (en chino: 济南动物园) anteriormente conocido como Parque Taurus fue fundado en octubre de 1959 y está abierto desde el 1 de mayo de 1960. Pasó a llamarse Zoológico de Jinan, solo el 8 de septiembre de 1989.  Jinan es uno de los mayores zoológicos de China y se ubica en la provincia de Shandong.
El zoológico está ubicado en la parte norte de Jinan.  Jinan es uno de los zoológicos más pronunciados en China. En 1995 fue nombrado uno de los 10 principales zoológicos de China.